# Leda z łabędziem (obraz Leonarda da Vinci)
Leda z łabędziem – zaginiony obraz Leonarda da Vinci znany za sprawą kopii i źródeł pisanych.

## Opis obrazu
Jest to jedyny obraz Leonarda przedstawiający nagą postać kobiecą. Rysunki oraz kopie przedstawiają księżniczkę Ledę podczas zbliżenia ze Zeusem, który przybrał postać łabędzia. Ptak wydaje się nieustępliwy. Stoi z wyciągniętą w górę szyją, skrzydłami mocno obejmuje biodra Ledy. Otwarty dziób łabędzia wyraża ludzką pożądliwość. Leda odwraca się od kochanka, ale trzyma go obiema rękami. Jednocześnie prowokuje kochanka, wysuwając w jego stronę piersi i ramiona.
Leda jest pulchna, symbolizuje zarówno małżonkę jak i matkę. Ma gładkie, okrągłe czoło, duże zaokrąglone powieki, prosty nos i wysunięty podbródek. Jej twarz wyraża wolę poddania się łabędziowi, uśmiech wyraża zgodę na odbycie stosunku. Wzrok wyrażający zadowolenie kieruje na swoje ciało. Brzuch jest lekko okrągły. Jej prawa noga utrzymuje równowagę. Prawa łydka jest zaokrąglona, kolano jest drobne. Wygięte biodro, podkreślone białym obrzeżem skrzydła łabędzia, zaznacza zdrowe ciało Ledy. Lewa noga ma wysunięte do przodu kolano. Lewe udo ma połyskującą skórę, kontrastującą z głębokimi cieniami. Piersi są jędrne. Bark jest stromy i zaokrąglony. Zacieniona fałda ciała powstała w wyniku połączenia barku z wygiętym biodrem. Pochylona głowa harmonizuje wysunięte obok piersi muskularne ramię.
U stóp Ledy raczkuje jej potomstwo: Helena, Klitajmestra, Kastor, Polluks. Według historyka sztuki Franka Zöllnera erotyzm na obrazie potęguje obecna roślinność przybrzeżna na środkowym planie. Nawiązaniem do prokreacji jest pałka szerokolistna, której kwiatostan na kształt kolby. Roślina ta w stosownym momencie rozsiewa nasiona. Roznoszone przez wiatr nasiona zapewniają roślinie rozprzestrzenianie się i trwanie. Biografiści Leonarda Charles Nicholl i Walter Isaacson zwracają uwagę, że Leonardo skupiał się przede wszystkim na rozrodczości, a nie na erotyzmie.

## Historia
Leda została namalowana na bazie wielu szkiców. Pierwsze rysunki powstały około 1505 roku. W jednym z najwcześniejszych szkiców Leonardo przedstawił klęczącą Ledę, wzorując się na postaci św. Hieronima z niedokończonego Świętego Hieronima na pustyni. W późniejszych szkicach nadał lekkie wygięcie ciału Ledy ściganej przez łabędzia. Na samym końcu zdecydował się namalować akt. Na jednym z rysunków Zeus-łabędź obejmuje Ledę skrzydłem, a Leda delikatnie pieści jego głowę lewą ręką oraz czule się do niego zwraca. Prawą ręką wskazuje dopiero co wyklute z jaj potomstwo. Obraz namalowano na desce. W przeciwieństwie do innych obrazów przedstawiając mit o Ledzie, Leonardo nie ukazał sceny uwodzenia księżniczki, a moment narodzin jej dzieci. Modelką pozującą do Ledy była prostytutka. Nie wiadomo, kto mógł być zleceniodawcą obrazu.
Oryginalny obraz jest uważany za zaginiony. Jego wygląd jest znany za sprawą kopii i źródeł pisanych. Kopie obrazu namalowali m.in. Francesco Melzi, Cesare da Sesto (po 1515), przypuszczalnie również Cesare da Sesto (ok. 1505–1510) i Giovanni Antonio Bazzi.
Giovanni Paolo Lomazzo podaje, że Leda z łabędziem był jednym z nielicznych obrazów ukończonych przez Leonarda. O obrazie nie wspominał Giorgio Vasari, autor Żywotów najsławniejszych malarzy, rzeźbiarzy i architektów. Według relacji z 1625 roku w królewskiej rezydencji w Fontainebleau znajdował się obraz przedstawiający Ledę niemal zupełnie nagą. Obraz zniknął ze zbiorów pod koniec XVII wieku. Według anegdoty oryginalną wersję Ledy z łabędziem zniszczyła Madame de Maintenon, kochanka, a następnie żona Ludwika XIV. Kobieta miała uznać obraz za zbyt nieobyczajny.
Giampietrino namalował Klęczącą Ledę, przypisaną (m.in. przez Johanna Wolfganga von Goethego) za obraz Leonarda. Salai malując Mona Vannę zapożyczył rozwiązania z Mona Lisy i Ledy z łabędziem. Charles Nicholl sugeruje, że Leonardo mógł nigdy nie namalować obrazu.
Antonina Vallentin stwierdziła, że Leda z łabędziem stanowi pean na cześć rozpusty. Historyk sztuki napisała również, że Rafael Santi przejął koncepcję Ledy podczas malowania Nimfę Galateę.

## Galeria

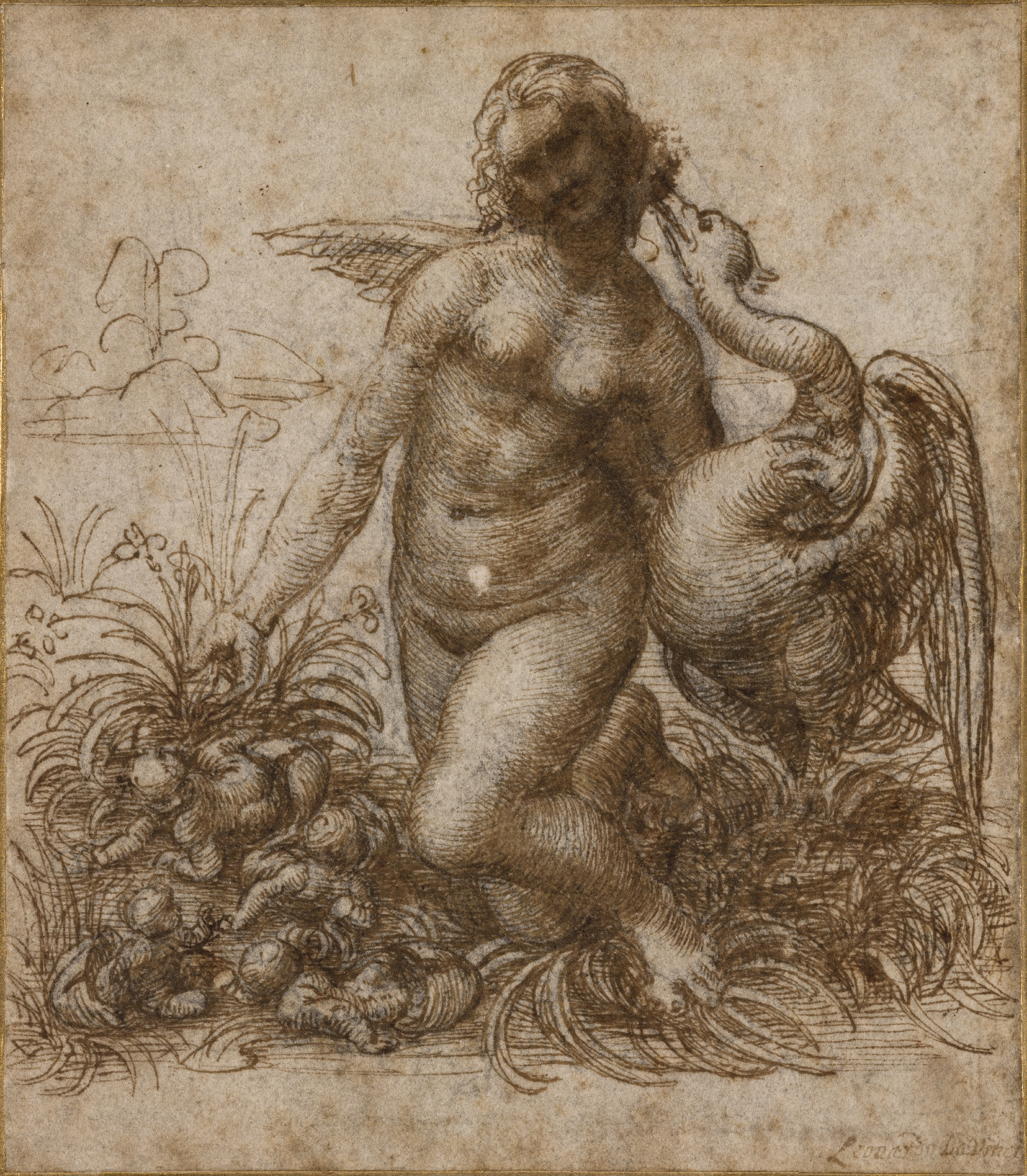
Jeden ze szkiców Leonarda przedstawiających Ledę z łabędziem
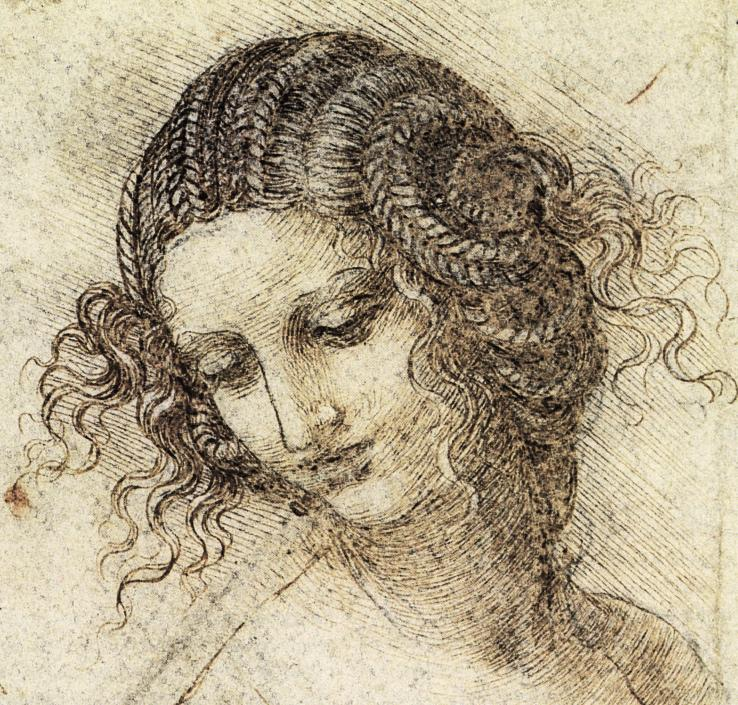
Studium głowy Ledy
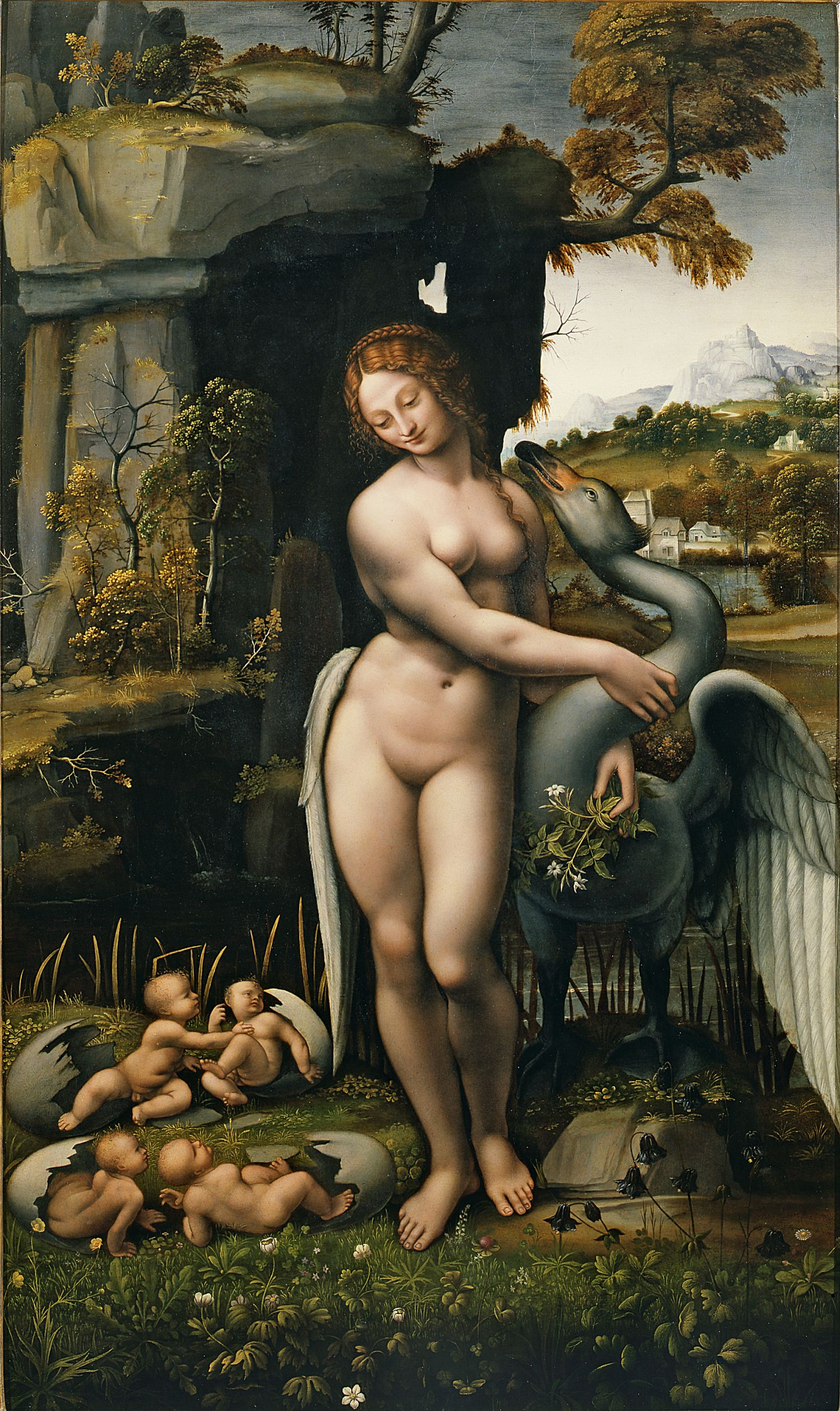
Leda z łabędziem Francesca Melziego